# Nâni Venâncio
Ana "Nâni" Venâncio da Silva (Galileia, 10 de setembro de 1968) é uma apresentadora de TV, ex-atriz e ex- modelo brasileira.

## Carreira
Em 1987, começou a trabalhar como modelo e atriz em publicidade. Em 1990, Nâni apareceu na abertura da telenovela Pantanal, da Rede Manchete. No mesmo ano estreou como atriz na minissérie O Canto das Sereias e, na sequência, esteve em O Guarani e apresentou o VT Show. Na TV Globo atuou em Olho no Olho e Incidente em Antares. Apresentou entre 1994 e 1997 o Nani Mulher na Rede Mulher. Em 1997 realizou seu último trabalho como atriz na novela Mandacaru, na Rede Manchete.
A partir de 1999 ficou na carreira de apresentadora, comandando o Questão de Opinião na RecordTV e o Altos Papos na RedeTV!. 
Desde 2009 apresenta o A Tarde é Show, na RBTV.

## Política
Nas eleições municipais de 2012, candidatou-se ao cargo de vereadora da cidade de São Paulo pelo Partido Republicano Brasileiro, porém sem obter êxito.
Nas eleições de 2014, candidatou-se ao cargo de deputada estadual do estado de São Paulo, também pelo Partido Republicano Brasileiro, novamente sem êxito.

## Vida pessoal
Nâni viveu três anos com o então galã global Luigi Baricelli. Depois se casou com o dono da empresa de cosméticos Davene, Mauro Morizono, em 1993.
Tem duas filhas, Manasha e Moira. Afirma que que passou por 14 fertilizações in vitro e dois partos normais.
Em agosto de 2009, dias após dar à luz sua segunda filha, Moira, começou a sentir fortes dores de cabeça. Após ser internada no Hospital São Luiz, em São Paulo, foi diagnosticada com uma trombose cerebral e submetida a cirurgia. Após o procedimento, passou 18 dias internada no hospital. Cinco semanas depois, apresentava algumas sequelas, como uma perda da visão no campo esquerdo de cada olho; a deficiência, no entanto, não teria prejudicado suas atividades cotidianas e diminuiu com o passar do tempo. Exames realizados posteriormente indicaram que ela teria recuperado 90% da visão prejudicada, porém, parte da perda deve ser permanente.

## Filmografia

### Televisão
| Ano           | Título               | Personagem / Cargo | Notas                      | Emissora      |
| ------------- | -------------------- | ------------------ | -------------------------- | ------------- |
| 1987          | O Outro              | Ana                | Episódios: "12–27 de maio" | Rede Globo    |
| 1990          | Pantanal             | Modelo de abertura |                            | Rede Manchete |
| 1990          | O Canto das Sereias  | Partênope          |                            | Rede Manchete |
| 1990–92       | VT Show              | Apresentadora      |                            | Rede Manchete |
| 1991          | O Guarani            | Ná                 |                            | Rede Manchete |
| 1993          | Olho no Olho         | Luana              |                            | Rede Globo    |
| 1994          | Incidente em Antares | Cléo               |                            | Rede Globo    |
| 1994–97       | Nani Mulher          | Apresentadora      |                            | Rede Mulher   |
| 1997          | Mandacaru            | Bem-Me-Quer        |                            | Rede Manchete |
| 1999–01       | Questão de Opinião   | Apresentadora      |                            | Rede Record   |
| 2001–02       | Altos Papos          | Apresentadora      |                            | RedeTV!       |
| 2007–08       | Nei e Nani           | Apresentadora      |                            | Rede Brasil   |
| 2009–2021     | A Tarde é Show       | Apresentadora      |                            | Rede Brasil   |
| 2021–presente | Tarde Top            | Apresentadora      |                            | Rede Brasil   |